# Tecpetrol
Tecpetrol es una empresa subsidiaria del Grupo Techint dedicada a la energía y especializada en la exploración, producción, el transporte y la distribución de hidrocarburos, y en la generación de energía eléctrica. Tiene operaciones y actividades en Argentina, Bolivia, Colombia, Ecuador, México, Perú y Venezuela. 
La compañía produce diariamente 170 000 barriles de petróleo equivalente y cuenta con 6400 empleados y contratistas en América Latina. 
Tecpetrol es una de las principales operadoras en el yacimiento Vaca Muerta en la cuenca Neuquina, donde produce gas no convencional en el área Fortín de Piedra. Desde allí genera el 13 % del gas de Argentina.
Con actividades de transporte y distribución de hidrocarburos desde 1992, y de generación de energía eléctrica, Tecpetrol ha participado en diversos proyectos de integración energética en Sudamérica. En Perú, lideró el consorcio encargado de la operación y el mantenimiento del Sistema de Transporte por Ductos. En Argentina, mantiene participaciones en transportadoras y distribuidoras de gas: Transportadora de Gas del Norte (TGN), Transportadora de Gas del Mercosur (TGM) y la distribuidora Litoral Gas en Argentina, entre otros.
En México, lidera la gestión de la Central Eléctrica Pesquería, una central eléctrica de ciclo combinado a gas en el noreste de México.

## Historia
Tecpetrol inició sus actividades en 1988, comenzando con áreas de exploración y producción de hidrocarburos en Argentina. En 1995, la empresa ingresó a Venezuela con un acuerdo no operacional por la Unidad Quiamare-La Ceiba. Continúa con sus operaciones de Exploración y Producción (E&P) con un Acuerdo por la Unidad Colón, en Venezuela.
Esta expansión no era únicamente geográfica sino también fue vertical, ya que en 1997 comenzó a involucrarse en otra parte de la cadena de la energía: el transporte y la distribución de petróleo y gas. Adquirió participación en Litoral Gas.
En 1999 ingresó a Ecuador para el desarrollo y producción del Campo Bermejo.
En el año 2000 comenzó a liderar la construcción y luego la operación y el mantenimiento del sistema de transporte por ductos del proyecto Camisea, en Perú.
La empresa llegó a México en 2003, donde comenzó con la exploración y desarrollo de un campo maduro en el norte del país.
En 2008, inició la exploración de petróleo en los campos CPO6, CPO7 y CPO13, ubicados en los Llanos Orientales colombianos y con un proyecto de estudio en Bolivia. 
En 2012 asumió más áreas en Ecuador y comenzó a desarrollar otros dos campos maduros, uno como socio y otro como líder del consorcio operador: Shushufindi y Libertador.
En 2017 se puso en marcha la Central Eléctrica Pesquería, en México, el primer proyecto de generación de energía eléctrica -de ciclo combinado a gas- impulsado por Tecpetrol.
En el mismo año, comenzó el desarrollo masivo de los recursos no convencionales de Vaca Muerta y logró, en 18 meses, abastecer el 13 % del gas producido en Argentina.

## Operaciones en Argentina

### Vaca Muerta: operación no convencional
Con 180 mil acres propios en áreas no convencionales en Argentina, Tecpetrol se encuentra entre las 10 principales compañías que operan en el país. En 2017 comenzó el desarrollo masivo del shale gas de Vaca Muerta en su yacimiento Fortín de Piedra. Con 2.300 USD millones de inversión -hasta 2019- para la construcción de instalaciones, plantas, ductos, la perforación de pozos horizontales y la aplicación de técnicas como la estimulación hidráulica, el área llegó a producir 17,5 millones metro cúbico/d, lo que representa el 13 % de la producción de gas en Argentina.
Datos de Tecpetrol en Fortín de Piedra (2019):
- Llegó a producir 17,5 millones m3/d de gas.
- Trabajaron 4500 personas durante el pico de actividad.
- Alcanzó a abastecer el 13 % del gas de Argentina.
- En el pico de actividad, trabajaron en simultáneo 7 rigs de perforación y 2 sets de fractura.
- Más de 85 pozos perforados.
- Se construyeron más de 250 km de ductos.
- Más de 1000 empresas de Argentina estuvieron involucradas en el proyecto.

### El Tordillo, yacimiento escuela
Tecpetrol lleva más de 25 años desarrollando el yacimiento El Tordillo. Es un campo maduro en el que Tecpetrol aplicó procesos de recuperación mejorada, optimización de la producción y perforó más de 1000 pozos. Unos 50 jóvenes profesionales se capacitan allí al año y se sumergen en el mundo del petróleo.
Datos de Tecpetrol en El Tordillo (2019):
- Produce 8.3 Mbbl/d de petróleo.
- Tiene más de 300 pozos productores.
- 120 pozos son inyectores de agua para recuperación secundaria y terciaria.
- 1200 km de oleoductos, gasoductos y líneas de conducción.

### Aguaragüe, los pozos más profundos del país
El yacimiento Aguaragüe está ubicado al noroeste de la provincia de Salta, y presenta pozos que están entre los más complejos y profundos del país (5200 m). Tecpetrol lleva más de 25 años al frente del yacimiento y, para potenciar su desarrollo, perforó pozos con ramas laterales con tecnología de última generación.
La inversión total de la compañía alcanzó los 800 millones de dólares, y la producción total de gas desde que Tecpetrol maneja el yacimiento superó la cantidad que consume todo el país en un año.

## Operaciones en México

### Central Eléctrica Pesquería
Tecpetrol lideró la construcción de una planta de energía en Monterrey, México. Con una inversión de 1.000 USD millones, la planta de 900 megavatios se puso en marcha en diciembre de 2016 para abastecer de energía a las instalaciones de Ternium y Tenaris en el país.
Datos de Tecpetrol en la Central Eléctrica Pesquería:
- Su capacidad de generación neta es de 900 MW, lo cual la coloca entre las 10 más grandes del país.
- Más de 1000 millones de dólares de inversión.
- Es una de las más grandes de Nuevo León en los últimos 10 años.
- Otorgó más de 2000 empleos durante el pico de actividad.

### Bloque Misión
El bloque Misión se encuentra al norte de México, en los estados de Nuevo León y Tamaulipas, con una superficie de 1692 kilómetros cuadrados. Pertenece a la cuenca de Burgos, la cuenca productora de gas no asociado más importante del país. El gas no asociado proviene directamente de yacimientos de gas natural; su contenido de crudo u otros líquidos es muy reducido y comparativamente contiene menos productos pesados que el gas asociado. Desde el inicio de las operaciones de Tecpetrol, en 2003, la producción del campo pasó de 30 MMpcd a más de 110 MMpcd.

## Operaciones en Ecuador

### Shushufindi y Libertador
En 2012, Tecpetrol comenzó a brindar servicios a Petroamazonas para los campos Shushufindi (socio con el 25 %) y Libertador (operador con el 40 %), ubicados en Ecuador.

## Operaciones en Colombia
Tecpetrol lleva adelante desde 2009 un proyecto de exploración y producción en campo Pendare, ubicado en los Llanos Orientales. Este campo produce, actualmente, 3500 barriles de petróleo por día.

## Operaciones en Perú

### Bloque Camisea
Tecpetrol posee un 10 % de participación accionaria en el consorcio Camisea, que produce y procesa gas natural y los líquidos asociados en las plantas de Malvinas y Pisco, en Perú. Ubicados en la zona del bajo Urubamba, producen 90 Mbbl/d de petróleo y 1500 MMscf/d de gas húmedo. Con grandes desafíos logísticos, ambientales y sociales, el consorcio se enfoca en mejorar continuamente la eficiencia de la operación para asegurar una producción uniforme en el tiempo y cumplir con los compromisos de entregas a los clientes.

## Operaciones en Venezuela

### Bloque Colón
La empresa tiene una participación accionaria del 17,5 % en Baripetrol, operadora mixta para la producción del bloque Colón, ubicado en la cuenca del Lago de Maracaibo, en Venezuela.

## Operaciones en Bolivia

### Bloques Ipati-Aquío
Tecpetrol tiene un 20 % de participación accionaria en los bloques exploratorios Ipati y Aquío, en Chuquisaca y Santa Cruz, en Bolivia. Allí explora, evalúa y desarrolla los campos de YPFB.   

## Sustentabilidad y Medio Ambiente
Tecpetrol recibió, por la administración de la Central Eléctrica Pesquería, en México, el Premio Liderazgo en Construcciones Verdes 2019 otorgado por el Consejo de Construcción Verde de Estados Unidos. El premio, que también incluyó al Centro Industrial Ternium y a la Escuela Técnica Roberto Rocca, reconoce el compromiso de largo plazo con la sustentabilidad, la salud y la calidad de vida de las comunidades del municipio de Nuevo León.
Además, la compañía participa desde el año 2012 del proyecto de Fundación Rewilding Argentina en el Gran Parque Iberá de Corrientes, donde brinda apoyo para la conservación y restauración del área natural y para el desarrollo de economías locales. En 2020, la empresa recibió un reconocimiento internacional a cargo de la National Geographic Society. La iniciativa fue seleccionada entre los 7 proyectos de este tipo más destacados en el mundo.